# UDFy-38135539
UDFy-38135539 – galaktyka położona w gwiazdozbiorze Pieca, jeden z najbardziej odległych znanych obiektów astronomicznych, którego światło przebyło 13 mld lat świetlnych zanim dotarło do Ziemi (oddalona jest o 30 mld lat świetlnych według współrzędnych współporuszających się).

## Odkrycie i nazwa
Galaktyka została odkryta przez Kosmiczny Teleskop Hubble’a w ramach programu przeglądu nieba Ultragłębokie Pole Hubble’a (Ultra Deep Field, UDF). Galaktyka była obserwowana w sierpniu i wrześniu 2009. Dane obrazu zostały udostępnione społeczności naukowej, co doprowadziło do wykrycia galaktyki przez zespoły Bouwensa, Bunkera oraz McLure’a, a po kolejnych badaniach spektroskopowych odkrycie potwierdził zespół Lehnert’a wraz z jego współpracownikami.
Z danych z teleskopu Hubble’a wynika iż galaktyka może być czerwonym obiektem znajdującym się relatywnie blisko Ziemi, dlatego też konieczne było potwierdzenie tych danych za pomocą odpowiednio spreparowanego sprzętu spektroskopowego. Próba ta została podjęta przy użyciu jednostki VLT o nazwie Yepun, wyposażonego w spektrograf SINFONI; teleskop ten znajduje się na szczycie Cerro Paranal na pustyni Atacama w Chile. Zespół Lehnert’a obserwował galaktykę przez 16 godzin, a wyniki analizował przez kolejne 2 miesiące, i Opublikował swoje odkrycia na łamach czasopisma Nature w październiku 2010 r. Od tego czasu dokładniejsze pomiary nie dały porównywalnego wyniku, co sugeruje, że oszacowany rezultat badań spektroskopowych był błędny.

## Charakterystyka
Początkowo sądzono, że jej przesunięcie ku czerwieni wynosi 8,5549 ± 0,0002 i do momentu odkrycia galaktyki UDFj-39546284, była uważana za najbardziej odległą znaną galaktykę. Dalsze obserwacje podważyły te rezultaty i wskazują na mniejszą odległość (z = 8,3 +0,2−0,1). Od marca 2016 roku za najbardziej odległą galaktykę o potwierdzonej odległości uważana jest GN-z11.
Szacuje się, że galaktyka zawiera ok. miliarda gwiazd, pomimo iż jej średnica wynosi co najwyżej 1/10 średnicy Drogi Mlecznej, a jej masa to niecały 1% masy gwiazd z naszej Galaktyki. Według Lehnert’a (z Obserwatorium paryskiego), w ciągu roku dochodziło do „narodzin” podobnej ilości gwiazd jak w naszej Galaktyce, lecz były one znacznie mniejsze i lżejsze, co czyniło z niej galaktykę o „dużej intensywności formowania nowych gwiazd”.
Dystans jaki przebywa światło które obserwujemy z UDFy-38135539 (HUF.YD3) wynosi ponad 4 mld parseków (13,1 mld lat świetlnych), a jej odległość jasnościowa to ok. 86,9 mld parseków (283 mld lat świetlnych). Istnieje wiele różnych metod pomiaru odległości w kosmologii, a zarówno droga przebyta przez światło, jak i odległość jasnościową różnią się od odległości współporuszającej się lub „właściwej odległości”, używanej zazwyczaj do określania rozmiaru obserwowanego wszechświata (odległość współporuszająca się oraz odległość właściwa są zdefiniowane tak, by były sobie równe w obecnym czasie kosmologicznym, przez co mogą być używane zamiennie w przypadku odległości obiektu w chwili obecnej; jednak właściwa odległość wzrasta wraz z upływem czasu wskutek ekspansji wszechświata i jest ona odległością używaną w Prawie Hubble’a; zob. Współrzędne współporuszające się). Odległość jasnościowa DL jest powiązana z czynnikiem zwanym „współporuszającą się odległością poprzeczną” (WOP) oznaczoną DM w równaniu o postaci: DL = (1 + z) DM, gdzie z jest przesunięciem ku czerwieni, a WOP jest równa radialnej odległości współporuszającej się (tj. odległość współporuszająca się pomiędzy obiektem a obserwatorem) w płaskim Wszechświecie. Więc przy DL = 86,9 mld parseków i z = 8.55, odległość współporuszająca się wynosiłaby ok. 9,1 mld parseków (ok. 30 mld lat świetlnych).
Emitowane przez galaktykę światło podczerwone które obserwujemy obecnie, początkowo emitowane było jako promieniowanie ultrafioletowe; miało to miejsce pod koniec epoki, gdy wszechświat był wypełniony wodorem atomowym, który absorbował fale promieniowania ultrafioletowego. Ponieważ światło własne galaktyki nie było wystarczająco intensywne aby zjonizować duży obszar i uczynić ją widoczną, naukowcy podejrzewają, iż gromada mniejszych, niewykrytych galaktyk, przyczyniła się do rejonizacji, dzięki czemu UDFy-38135539 jest widoczna.

## Znaczenie

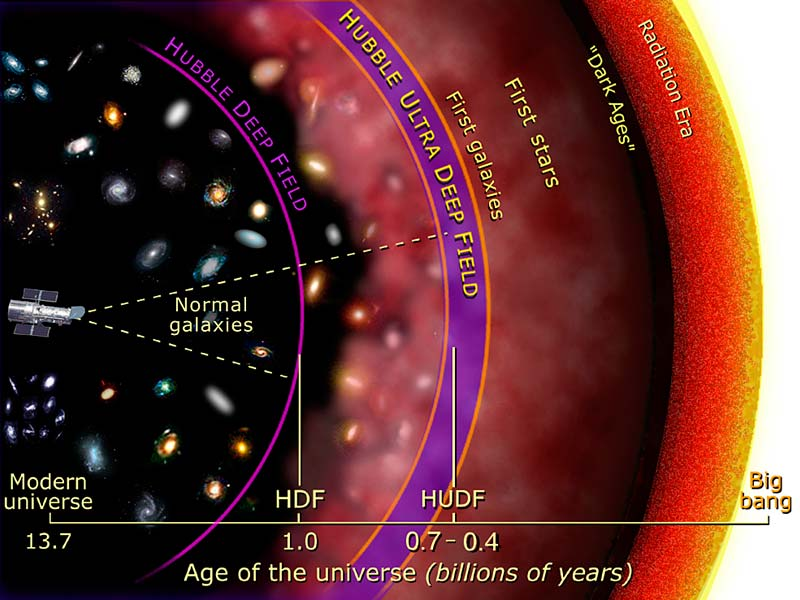
Teleskop Hubble’a „spoglądający w przeszłość”

Okresem powszechnych narodzin gwiazd była Era rejonizacji. Pierwsze gwiazdy wszechświata były masywne i jonizowały wodór w ich otoczeniu (Trenti).
UDFy-38135539 (HUDF.YD3) jest uważana za jedną z pierwszych galaktyk zaobserwowanych w Erze rejonizacji. Astronom Brant Robertson z Caltech skomentował wyniki badań twierdząc, że „galaktyka ma miejsce w wyjątkowym momencie w historii kosmosu, kiedy właściwości gazu we wszechświecie zmieniały się gwałtownie, a zatem ta galaktyka i inne podobne do niej mogą nas bardzo wiele nauczyć o wczesnej historii wszechświata”. Michele Trenti, astronom który nie był zaangażowany w badania (ale jego komentarz został opublikowany w raporcie) stwierdził, że odkrycie odległej galaktyki oznacza

... fundamentalny skok naprzód w kosmologii obserwacyjnej...